# Filtro de Kalman extendido
El filtro de Kalman también, puede ser extendido para sistemas no lineales. Usando una aproximación de Taylor, se puede linealizar un sistema no lineal respecto a la estimación actual. El Filtro de Kalman extendido en algunas publicaciones suele ser llamado el Filtro Kalman-Schmidt.
Muchas de las aplicaciones más importantes del filtro de Kalman son para sistemas de navegación, donde las mediciones pueden ser no lineales, o para sistemas con dinámica no lineal. Un sistema no lineal se puede describir como:
{\displaystyle {\dot {\textbf {x}}}_{k}=f({\textbf {x}}_{k-1},{\textbf {u}}_{k})+{\textbf {w}}_{k}}
{\displaystyle {\textbf {z}}_{k}=h({\textbf {x}}_{k})+{\textbf {v}}_{k}}
La función f se puede integrar con métodos numéricos (Runge-Kutta, Euler, etc.)para obtener la estimación a priori del estado. Sin embargo, la covarianza del error ligado a esta estimación a priori no puede ser evaluada directamente, y en su lugar el jacobiano de f evaluado en la estimación del instante se debe calcular para linealizar la función. 
El algoritmo del filtro extendido de Kalman, se puede describir en los mismos pasos recursivos del filtro de Kalman lineal : Predicción y Corrección, con la particularidad de que la linealización de Taylor se realiza en la parte de Predicción.
En cada estimación del estado, se realiza una linealización del sistema, por lo que el modelo del sistema "cambia" en cada instante de estimación.